# Stary Henry
Stary Henry (ang. Old Henry) – amerykański western z 2021 roku w reżyserii Potsy Ponciroli. Film miał swoją premierę w ramach pokazów pozakonkursowych na 78. MFF w Wenecji.

## Fabuła
Akcja filmu toczy się w 1906 na terytorium Oklahomy. Pochodzący z Nowego Jorku Henry (Tim Blake Nelson), sporo czasu spędził w Meksyku, gdzie podejmował się różnych szemranych zajęć. Ostatecznie jednak został farmerem, mieszka na odludziu wraz z dorastającym synem Wyattem (Gavin Lewis).
Pewnego dnia przyjmuje pod swój dach rannego od postrzału mężczyznę z torbą gotówki. Wkrótce będzie musiał zdecydować komu zaufać, kiedy podająca się za stróżów prawa banda, pojawia się przed jego domem.

## Obsada
- Tim Blake Nelson jako Henry
- Gavin Lewis jako Wyatt
- Scott Haze jako Curry
- Trace Adkins jako wujek Al
- Stephen Dorff jako Ketchum

i inni